# 潘丘
潘丘是羅馬尼亞的城鎮，位於該國東部，距離首府福克沙尼30公里，由弗朗恰縣負責管轄，面積61.85平方公里，海拔高度258米，2009年人口8,682，大多數居民信奉東正教。

## 外部連結
- Panciu Secondary School, link in Romanian and French